# Windows Hardware Engineering Conference
La Windows Hardware Engineering Conference (WinHEC, o Conferència d'Enginyeria de Maquinari de Windows) és la fira i conferència de negocis anual de programari i maquinari orientada al desenvolupador en què Microsoft elabora els seus plans de maquinari per a PCs compatibles amb Microsoft Windows. Comunament inclou discursos de gent com Bill Gates, i generalment té diversos patrocinadors com Intel, AMD, ATI i altres.

## Audiència
Segons Microsoft, la conferència «WinHEC» està dirigida a:
- Enginyers i dissenyadors de maquinari interessats en l'arquitectura de maquinari de Windows.
- Desenvolupadors de controladors i avaluadors interessats en la Windows Driver Foundation i altres arquitectures de controladors i eines.
- Directors i administradors que volen saber més sobre els avenços en la tecnologia i les estratègies empresarials.